# BRT Belém
O Bus Rapid Transit (BRT) é um modelo de transporte público de média capacidade. Constitui-se de veículos articulados ou biarticulados que trafegam em canaletas específicas e utilizam Estações e Estações de Parada adaptadas para o rápido acesso dos passageiros ao veículo.
Este artigo trata sobre a tentativa de implantação de um modelo semelhante na cidade de Belém.

## Planejamentos
Um projeto de BRT para a capital paraense com objeto de estudos de uma parceria do governo do Japão: a JICA - Japan International Cooperation Agency. Inicialmente deve beneficiar mais de 600 mil pessoas, prevendo-se uma redução de 70% no tempo de viagem entre o Distrito de Icoaraci e o centro da cidade.
Atualmente há disputas entre a Prefeitura Municipal de Belém e o Governo do Estado do Pará visando a implantação mais rápida do BRT. O projeto da PMB foi polêmico desde o início porque prometeu a previsão de conclusão em apenas 18 meses a partir de Janeiro de 2012,  mas que em Março não possuía sequer com a mínima infraestrutura necessária ou com as licenças ambientais exigidas.
Este projeto, tem extensão de 20 quilômetros e prevê a implantação de 23 paradas ao longo do percurso que se inicia em Icoaraci e vai até o bairro de São Brás, onde um terminal de integração fara a distribuição dos passageiros para os vários bairros da capital. O investimento total é de R$430 milhões, com verba oriunda do PAC 2 - Mobilidade Urbana e Prefeitura de Belém. Atualmente diz-se que o projeto encontra-se em sua 2ª fase, com a construção do canteiro central na Av. Augusto Montenegro. A 1ª fase, da Av. Almirante Barroso, já foi concluída, assim como o Complexo Viário do Entroncamento, onde há o Monumento em memória à Cabanagem, idealizado por Oscar Niemeyer. Entretanto, os ônibus articulados ainda não foram instalados, foram colocados em prática os ônibus Expresso, que são ônibus de linhas normais, mas que, durante o trecho da Av. Almirante Barroso, seguem em um corredor único, o que ajuda a amenizar o trânsito caótico dessa avenida em horários de pico. Hoje, a prefeitura realiza a construção do canteiro central na Av. Augusto Montenegro, desde o Entroncamento, até o Estádio Mangueirão. Em julho de 2016 cerca de quase 10km de corredor foram abertos (sendo que 3,5km foi inaugurado na A. Montenegro este ano) para circulação dos 15 primeiros ônibus articulados desta primeiras fase.

### Estações e Linhas
O sistema BRT Belém foi inaugurado parcialmente em 2019, com todas as estações sendo entregues, mas sem linhas alimentadoras para o Sistema Troncal, assim como a falta de urbanização no trecho após o Terminal Tapanã até o Terminal Maracacuera, já em Icoaraci. Ainda em 2020, a Prefeitura de Belém inaugurou o projeto "Integra Belém", um projeto que consiste em 19 linhas de ônibus que foram criadas ou tiveram seu trajeto alterado para realizar a integração nas estações e terminais ao longo da Av. Almirante Barroso e da Av. Augusto Montenegro.
| Bus station |  | Urban station on track |

|  |  | Urban station on track |

|  |  | Urban station on track |

|  |  | Urban station on track |

|  |  | Urban station on track |

| Bus station |  | Urban station on track |

|  |  | Urban station on track |

|  |  | Urban station on track |

|  |  | Urban station on track |

|  |  | Unknown route-map component "uSKRZ-Au" |

| Bus station |  | Urban station on track |

|  |  | Urban station on track |

|  |  | Urban station on track |

| Bus station |  | Urban station on track |

|  |  | Unknown route-map component "uSKRZ-Au" |

| Bus station |  | Urban station on track |

|  |  | Urban station on track |

|  |  | Urban station on track |

| Bus station |  | Urban station on track |

|  |  | Urban station on track |

| Bus station |  | Urban station on track |

|  |  | Urban station on track |

|  |  | Urban station on track |

| Bus station |  | Urban station on track |

| Bus station |  | Urban station on track |

|  |  | Urban station on track |

|  |  | Urban station on track |

|  |  | Urban station on track |

|  |  | Urban station on track |

| Bus station |  | Urban station on track |

|  |  | Urban station on track |

|  |  | Urban station on track |

|  |  | Urban station on track |

|  |  | Unknown route-map component "uSKRZ-Au" |

| Bus station |  | Urban station on track |

|  |  | Urban station on track |

|  |  | Urban station on track |

| Bus station |  | Urban station on track |

|  |  | Unknown route-map component "uSKRZ-Au" |

| Bus station |  | Urban station on track |

|  |  | Urban station on track |

|  |  | Urban station on track |

| Bus station |  | Urban station on track |

|  |  | Urban station on track |

| Bus station |  | Urban station on track |

|  |  | Urban station on track |

|  |  | Urban station on track |

| Bus station |  | Urban station on track |

As estações Tavares Bastos, Bosque e Humaitá permitirão a futura integração com o BRT Metropolitano

## Controvérsias
O Projeto de início foi mal planejado e mal executado pela gestão de Duciomar, feito às pressas em véspera de eleições municipais, e apenas sendo uma cópia do BRT de Curitiba, 20 anos mais antigo, e elaborado para um clima completamente oposto ao de Belém.
Um dos erros foram as estações tubos colocadas ao longo da Almirante Barroso, absolutamente impróprias ao clima de Belém. O projeto havia sido irresponsavelmente abduzido do BRT Metropolitano (Ação Metrópole do Governo do Estado), no qual era parte integrante. O ex-prefeito Duciomar comprometeu o orçamento do município em R$ 100 milhões para começar as obras pelo Entroncamento e pela Avenida Almirante Barroso, dos quais R$ 56 milhões foram deixados como dívida. A Justiça Federal no dia 22/11/2013 acusou o ex-prefeito Duciomar Costa e Suely Costa Melo pelo Ministério Público Federal (MPF) de improbidade administrativa em função de irregularidades que a licitação para o BRT (Bus Rapid Transit) teria apresentado na época do mandato do ex-prefeito. A juíza Hind Ghassan Kayath decretou a indisponibilidade dos bens do ex-prefeito e da ex-servidora até o limite de R$ 98 milhões, o valor estimado do prejuízo causado aos cofres públicos do município de Belém. Ainda houve a compra feita pela antiga gestão de ônibus Articulados e Bi-Articulados para o BRT Belém também cancelada, e após um bom tempo parados na garagem da fabricante de ônibus Neobus San Marino, todos foram vendidos para operações em outras cidades.
Piorando a situação, após a inauguração do Corredor Almirante Barroso, o local tornou-se palco de vários acidentes ao longo da via, causados na maioria das vezes por imprudência de carros particulares que insistem em fazer conversões agora proibidas, e por pedestres que insistem em se arriscar na via expressa, além de infrações de motociclistas, ciclistas, e dos próprios motoristas dos coletivos pelo seu excesso de velocidade.

## Retomada das obras e adequações no projeto
No dia 21 de Maio de 2013 o novo prefeito assinou novo contrato de financiamento com a Caixa Econômica Federal (CEF) na ordem de R$ 314 milhões, para garantir a retomada das obras do BRT na Avenida Almirante Barroso. No segundo semestre, assina outro contrato de financiamento com o Tesouro Nacional, no valor de R$ 100 milhões, oriundos do Orçamento Geral da União (OGU), também para as obras do BRT.
No dia 13 de Junho de 2013 Zenaldo assina a ordem de serviço para retomar das obras do novo projeto do BRT, agora sob a responsabilidade da Andrade Gutierrez, uma das empreiteiras envolvidas nos escândalos de corrupção da Lava-Jato.
- Entroncamento

Depois da reformulação dos 12 projetos que inicialmente foram entregues pela gestão anterior e rejeitadas pela Caixa Econômica Federal, ficou determinado que no Entroncamento a rotatória vai permanecer. A novidade é que serão construídos dois elevados para os carros comuns que vão conectar a Av. Almirante Barroso à Av. Augusto Montenegro, e outro elevado exclusivo para o BRT. O destino das muretas que criam uma área segregada na Av. Almirante Barroso foi discutido entre a equipe técnica da prefeitura e representantes da Associação Latino-Americana de Sistemas Integrados e BRT (SIBRT). A solução encontrada foi manter as muretas para iniciar progressivamente experiências de linhas de ônibus expressas. Ao longo da Av. Almirante Barroso existem cerca de 15 paradas de ônibus, o que torna o trânsito ainda mais lento. Como uma alternativa a esse problema, parte da frota de ônibus da Região Metropolitana e os ônibus interestaduais serão transferidos para a área isolada na Almirante Barroso, formando linhas expressas, ou seja, com número de paradas reduzidas. Serão ao todo 60 a 70 linhas selecionadas para esta alternativa, a escolha será negociada com avaliação técnica através da Amub. O início dessas preliminares será a partir da conclusão da primeira parte das obras do BRT.
- Estações - Outra polêmica é o modelo adequado das estações do sistema do BRT. O prefeito Zenaldo Coutinho prometeu que o dinheiro já investido nas estações na Almirante Barroso não seria jogado fora.[13]

- Calçada Compartilhada - Uma das alterações devido a irregularidade no antigo projeto que não apresentava solução de mobilidade junto com o BRT para os ciclistas foi a bastante criticada inclusão da calçada compartilhada no projeto, os trecho da calçada compartilhada começam no sentido Centro-Bairro na Almirante Barroso que vai desde a Tv.Tavares Bastos até a BR-316,o outro trecho foi feito para os ciclistas que vem no sentido Icoaraci-Centro e vice-versa que vai desde a Tavares Bastos passando pela Av.Pedro Álvares Cabral até o início da Av.Augusto Montenegro. A solução, embora presente em outros lugares do mundo, só é viável para calçadas largas, que não prejudiquem o espaço de circulação de pedestres, nem os coloque em risco de colisão com ciclistas, Pela péssima qualidade de conservação e pequena largura do calcamento de Belém, a ideia de Zenaldo se mostrou inviável e infeliz.[14][15][16]

O projeto, que já teve o trecho da Almirante Barroso liberado para os ônibus expressos, foi concebido de forma incompleta e hoje prevê mais quatro trechos: Augusto Montenegro, Centenário, Centro de Belém e Centro de Icoaraci, totalizando 55 quilômetros de corredores exclusivos para os ônibus do BRT, o que atenderia assim, a outras partes da cidade.

## Fase experimental

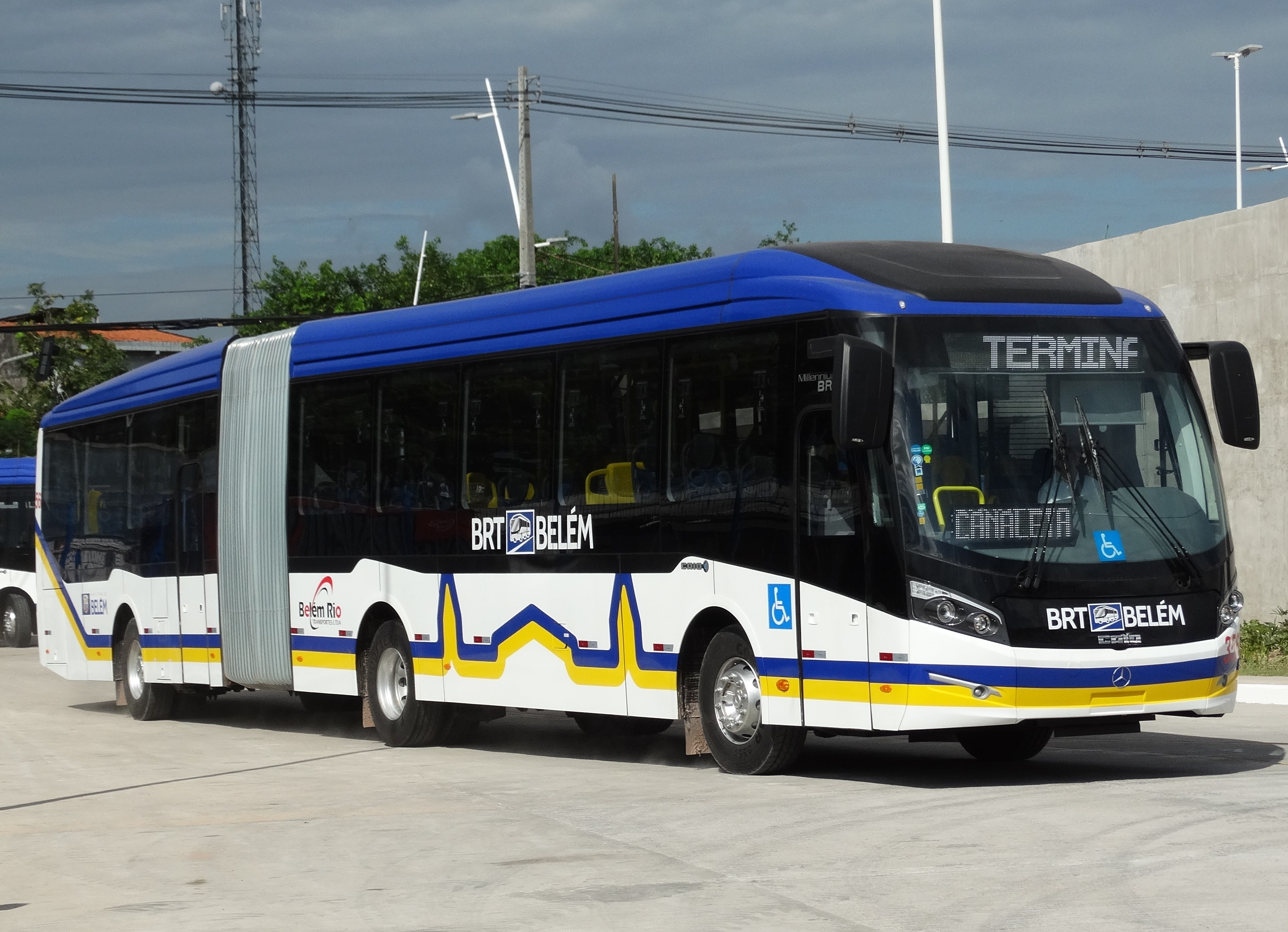
Ônibus do BRT Belém, entrando no terminal no primeiro dia da fase experimental em 2016.

No dia 02 de Julho de 2016 a Prefeitura de Belém iniciou a chamada ''Fase experimental'', com o intuito de apresentar a população o funcionamento do novo sistema de transporte da cidade neste dia foram feitas pela parte da tarde as primeiras viagens já com os passageiros. Dos 15 ônibus articulados, 14 foram disponibilizados para essa viagem inaugural sendo que nesse período de 1ª fase do BRT serão 9 carros das empresas Belém Rio Transportes, 4 da Nova Marambaia, 1 da Via Loc e 1 da Rio Guamá. Durante esta fase será inaugurada também as primeiras estações paradoras do sistema troncal (Estação Marambaia na Avenida Augusto Montenegro e Estação Antônio Baena na Avenida Almirante Barroso), enquanto isso as outras estações deste sistema estão sendo construídas. Durante este período de fase experimental, que serviria para a população se acostumar com o sistema de transporte, as viagens foram realizadas diariamente de forma gratuita, incluindo finais de semana, no período de 9h às 16h. O período experimental foi dividido em duas etapas sendo que na primeira delas os veículos farão viagem do Terminal do Mangueirão até a Estação Antônio Baena.

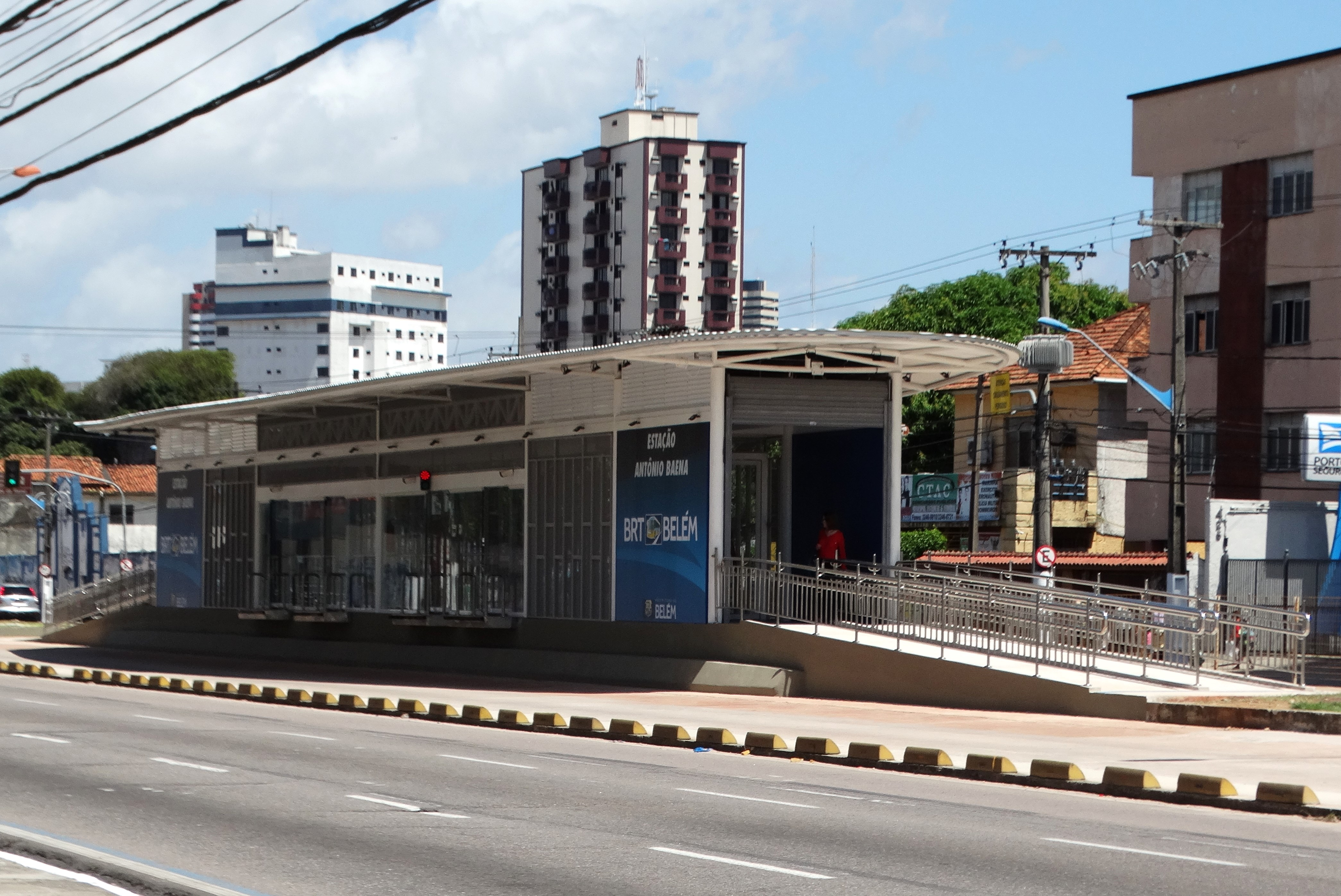
Estação Antônio Baena, uma das primeiras estações inauguradas para o novo sistema.

Com a gratuidade de transporte e a inauguração de obra incompleta às vésperas de eleições municipais, Zenaldo seguiu os mesmos passos de seu antecessor Duciomar Costa e foi processado por crime eleitoral 
Após este primeiro período, os ônibus do BRT já começariam a integração com linhas expressas pela avenida Augusto Montenegro. Na segunda etapa, os ônibus articulados do BRT seriam somados ao sistema de transporte convencional.
A partir desta fase, o "passageiro poderá optar em seguir pelas linhas convencionais, fazer a integração com os ônibus articulados ou até mesmo seguir viagem pela via expressa do BRT, pagando apenas uma única tarifa no valor de R$ 2,70”, segundo o diretor geral da SEMOB Gilberto Barbosa. Em 1 de agosto esta fase terminou.

## Terminais de Integração

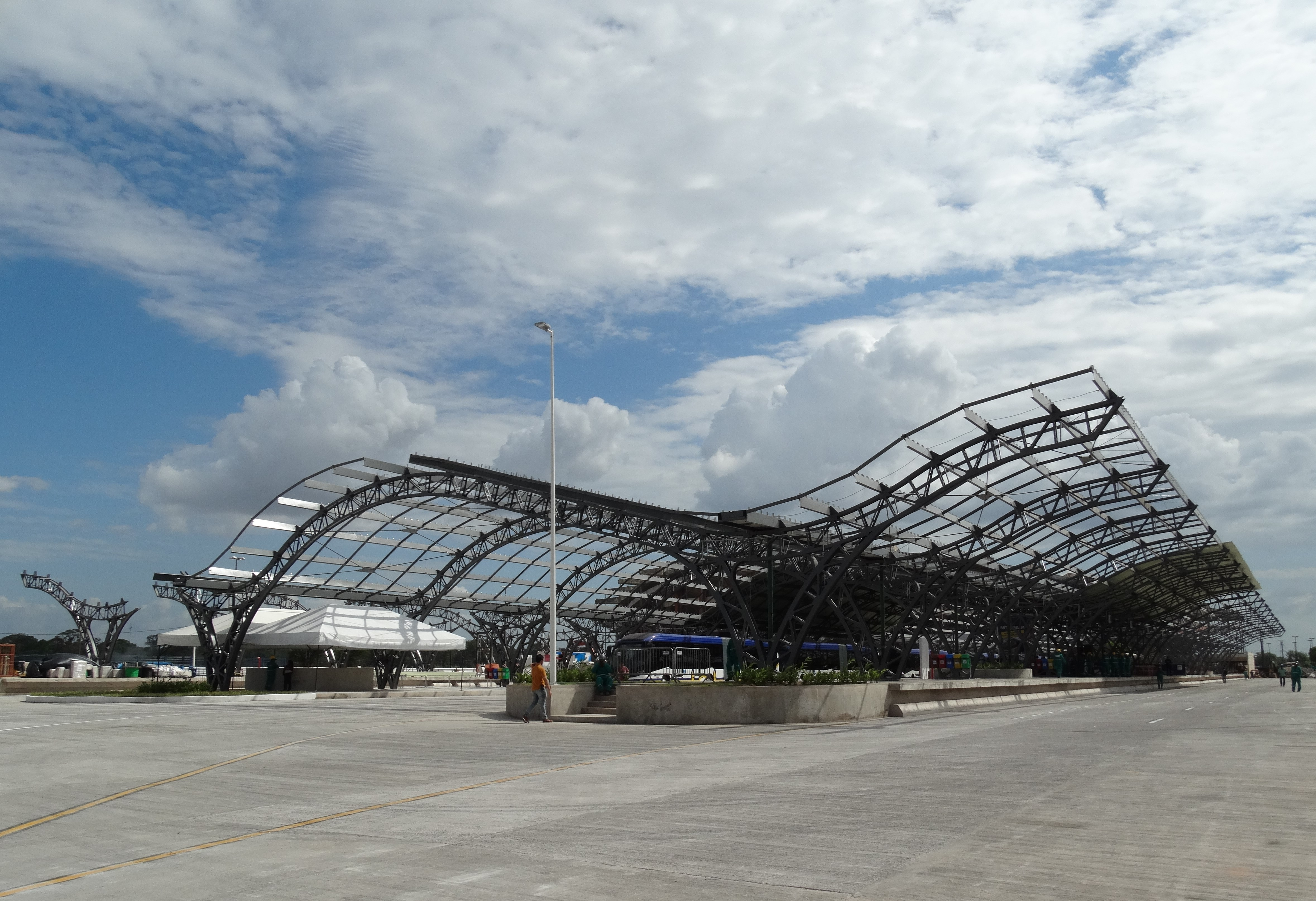
Terminal de Integração do Mangueirão no início da fase experimental do BRT.

No sistema troncal do BRT Belém quando completo teria três grandes terminais de integração com acesso a linhas alimentadoras, linhas integradoras e linhas semi-expressas.
Terminal Mangueirão -  localizado em frente ao Estádio Olímpico do Pará, para atender bairros próximos. É o primeiro terminal a ser entregue com previsão de termino completo das obras para o segundo semestre de 2016, e utilizado pela população para a fase experimental do BRT no mês de Julho.
Terminal Tapanã - Dos três terminais de integração, esse será o único que ficará localizado no meio da Rodovia Augusto Montenegro, no cruzamento com as Rodovia Mário Covas e Rodovia do Tapanã, este terminal está projetado para atender bairros e conjuntos como Tapanã, Cordeiro, Satélite, Tapajós, Maguari, Tenoné entre outros. Sua construção começou no início de 2017 e terminou em outubro de 2018.

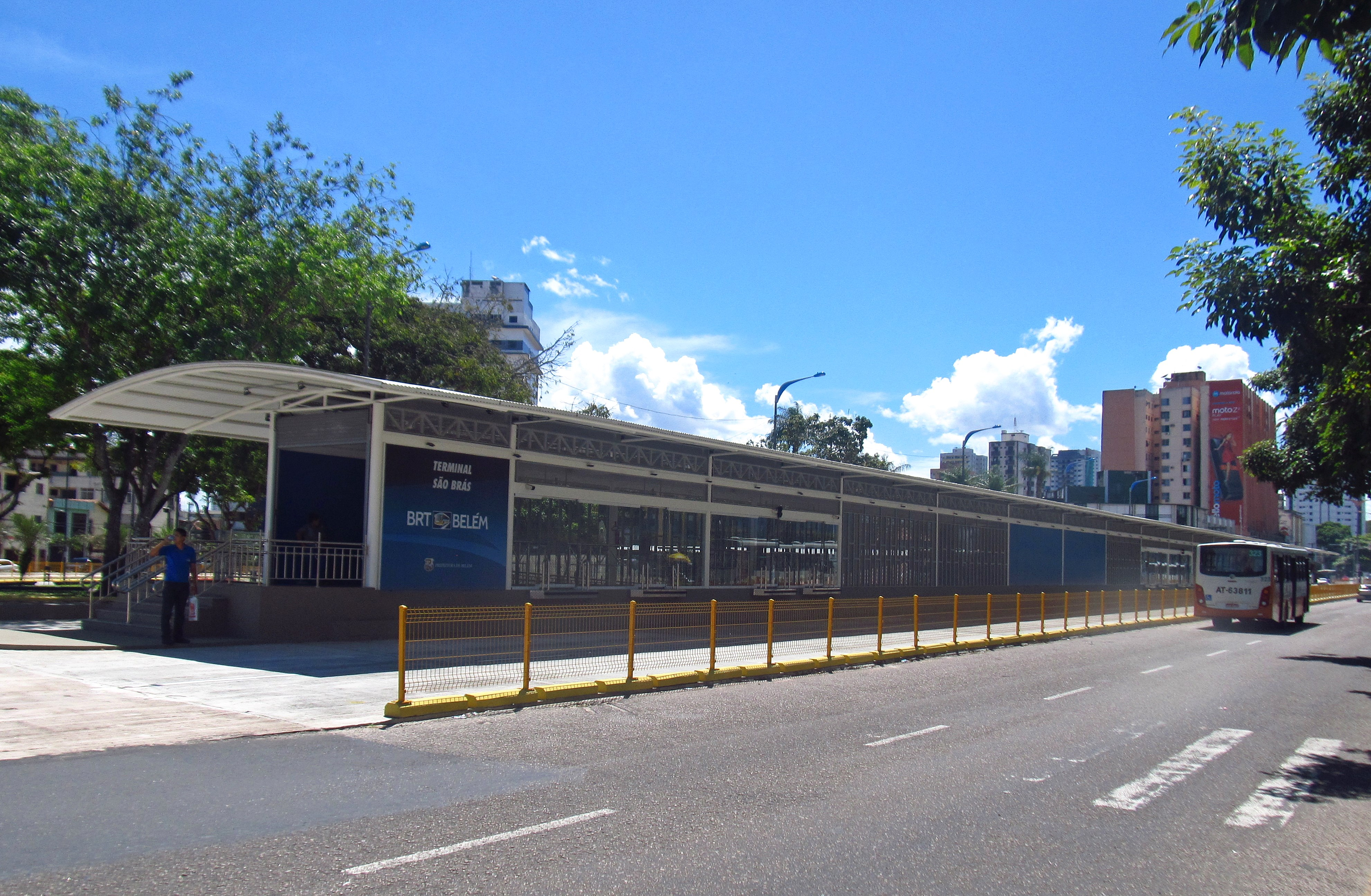
Estação São Brás, inaugurada e aberta em Junho de 2017.

Terminal Maracacuera - Este é o último terminal da linha troncal do BRT Belém e atende os bairros e conjuntos da Maracacuera, Campina, Paracuri I e II, Cohab além de integração fluvial via portos como Ilha de Cotijuba, e Ilha de Caratateua. Começou a operar em Outubro de 2019, e passou a se o ponto final de  linhas do distrito de Outeiro que iam em direção ao centro da cidade, essas linhas passaram a ser linhas alimentadoras.
Estação São Brás (Terminal São Brás) - é uma grande Estação (Terminal) na área da Praça da Leitura no bairro de São Brás, esta estação serve como ponto final dos ônibus articulados do BRT enquanto não sai o projeto do BRT-Centro Belém. Sendo este o ponto final os ônibus irão a partir dali fazer a viagem de volta ao terminal do mangueirão, a estação servirá futuramente também como integração entre linhas alimentadoras, a Estação possuí duas estruturas sendo uma para desembarque no início da Av. Governador José Malcher e a maior estrutura que compreende inteiramente a Av. Almirante Barroso em frente ao Terminal Rodoviário.

## Outros trechos do BRT Belém
A Prefeitura Municipal de Belém após a inauguração da 1ª Etapa do BRT apresentou em audiências públicas novos trechos do BRT Belém, sendo eles o BRT Centro-Icoaraci, BRT Centro-Belém além do BRT Centenário.
- Trecho Av. Centenário - Durante a primeira audiência pública que ocorreu no dia 30 de Janeiro de 2014, foi apresentado à população o projeto do BRT Centenário, que sairá do BRT Augusto Montenegro pela Avenida Centenário e passará por pontos como Aeroporto Internacional de Belém, Avenida Júlio César, e Avenida Pedro Álvares Cabral até se integrar ao BRT-Centro na Avenida Doca de Souza Franco.[28]
- Trecho Centro-Belém - O trecho BRT Centro de Belém, apresentado na ocasião terá aproximadamente 11 km em corredores atendidos por 17 estações integradas com as outras etapas viárias, com o traçado que começa em São Brás a partir da Av. Gov. José Malcher e percorre todo o centro da cidade passando pela Estação das Docas, Ver-o-Peso, Av. 16 de Novembro e seguindo em direção a Avenida Gentil Bittencourt até a chegada na Estação São Brás. Além de pagamento de um único bilhete e ainda 10 portos que farão a integração com as ilhas.[29]
- Trecho Centro-Icoaraci - O BRT de Icoaraci irá circular dentro do Distrito de Icoaraci até a orla e fará a ligação entre o Terminal de Integração de Icoaraci e o Trapiche de Icoaraci fazendo com que haja integração para quem estiver vindo das ilhas ter acesso diretamente ao BRT.[30] *Obs: Esses projetos citados acima por enquanto só estão na fase de estudos e projetos, portanto não há previsão de implantação dos mesmos.

## Etapas
- 1ª Etapa - A primeira etapa foi concluída no dia 11 de Janeiro de 2014 com a entrega dos três elevados do Entroncamento sendo um deles exclusivo para o BRT, no dia 31 de Janeiro foi entregue o Corredor Almirante Barroso e enquanto os outros corredores ainda estão em fase de licitação,a Prefeitura Municipal de Belém colocou 31 linhas Expressas cada uma delas com 40% de sua frota e outras com 30% para circularem no Corredor Almirante Barroso, essas linhas não param ao longo da via expressa.[31][32][33]
- 2ª Etapa - A segunda etapa se trata do Corredor Augusto Montenegro e possivelmente terá construção de elevados, um na Av. Independência com a Augusto Montenegro, e um possível elevado ou mergulhão que será no trecho entre a Rodovia Mário Covas e a Rodovia do Tapanã. O início da segunda etapa está prevista para começar ainda no primeiro semestre de 2014.[30]
- 3ª Etapa - A Terceira etapa corresponde aos trechos do BRT que irá circular dentro do Distrito de Icoaraci até a orla, e outro que sai de São Brás ao Ver-o-Peso.[34]
- Nota: Apesar da atual gestão da Prefeitura Municipal de Belém, ter prometido entregar o BRT Belém com sua última etapa em 2016, houve nesse tempo várias burocracias e imprevistos além de revisões no projeto que acabaram fazendo com que o cronograma fosse adiado mais uma vez, agora em 2016 só o corredor Almirante Barroso está pronto (faltando apenas as estações) enquanto o sistema não está completo, este corredor está sendo utilizado como corredor de ônibus expresso. Em 2015 foram retomadas as obras do BRT Augusto Montenegro que inclui no projeto toda a reestruturação da Rodovia (construção de calçadas com ciclovia compartilhada em ambos os sentidos, rede de drenagem e nova pavimentação asfáltica), sendo assim este corredor segue com previsão de entrega dos primeiros 3 km da nova via ainda em meados de 2016 e também contará com a entrega do Terminal de Integração do Mangueirão, terminal esse que será o primeiro dos 3 que estão previstos no projeto.

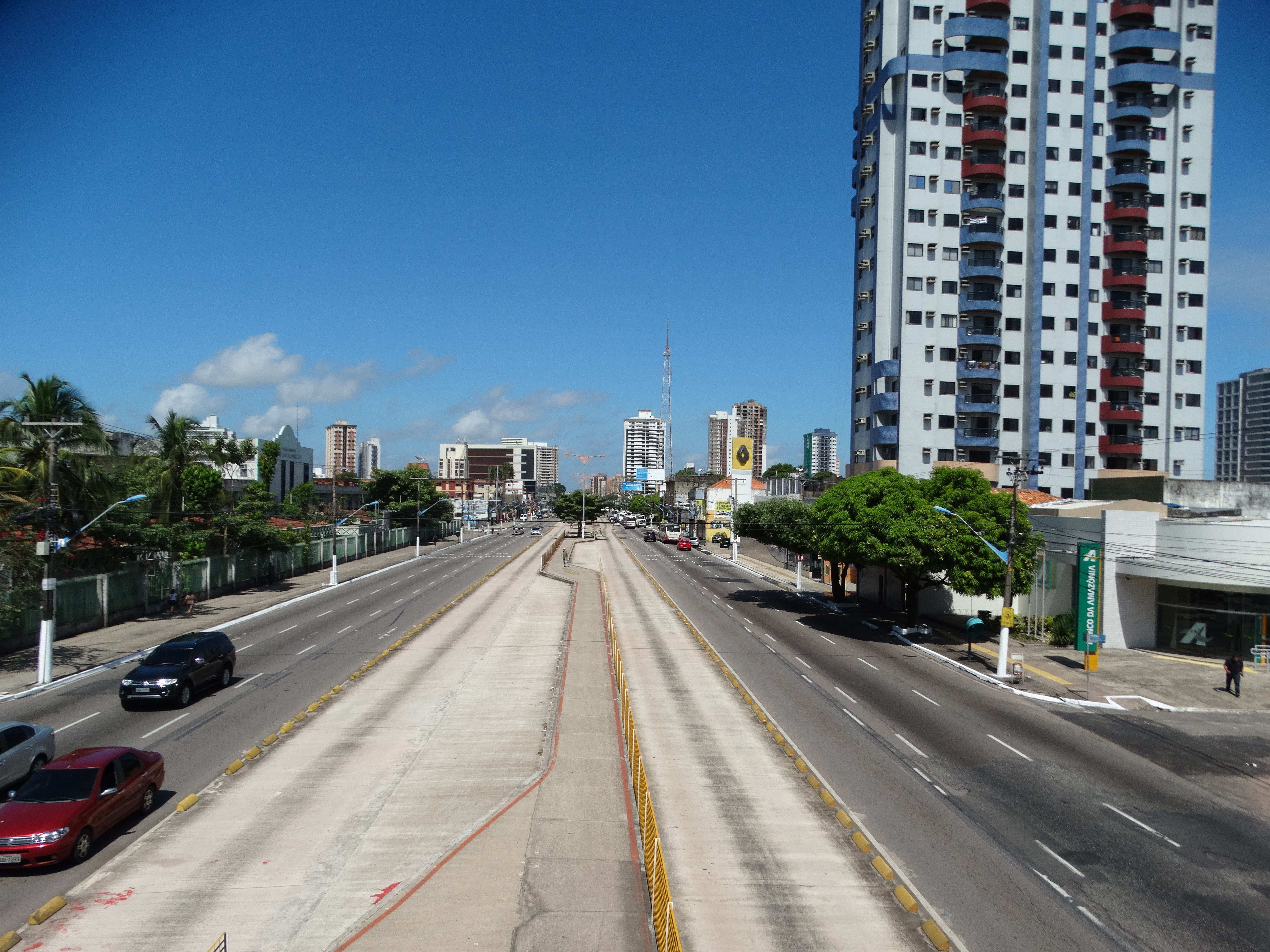
Canaleta do BRT na Av. Almirante Barroso.
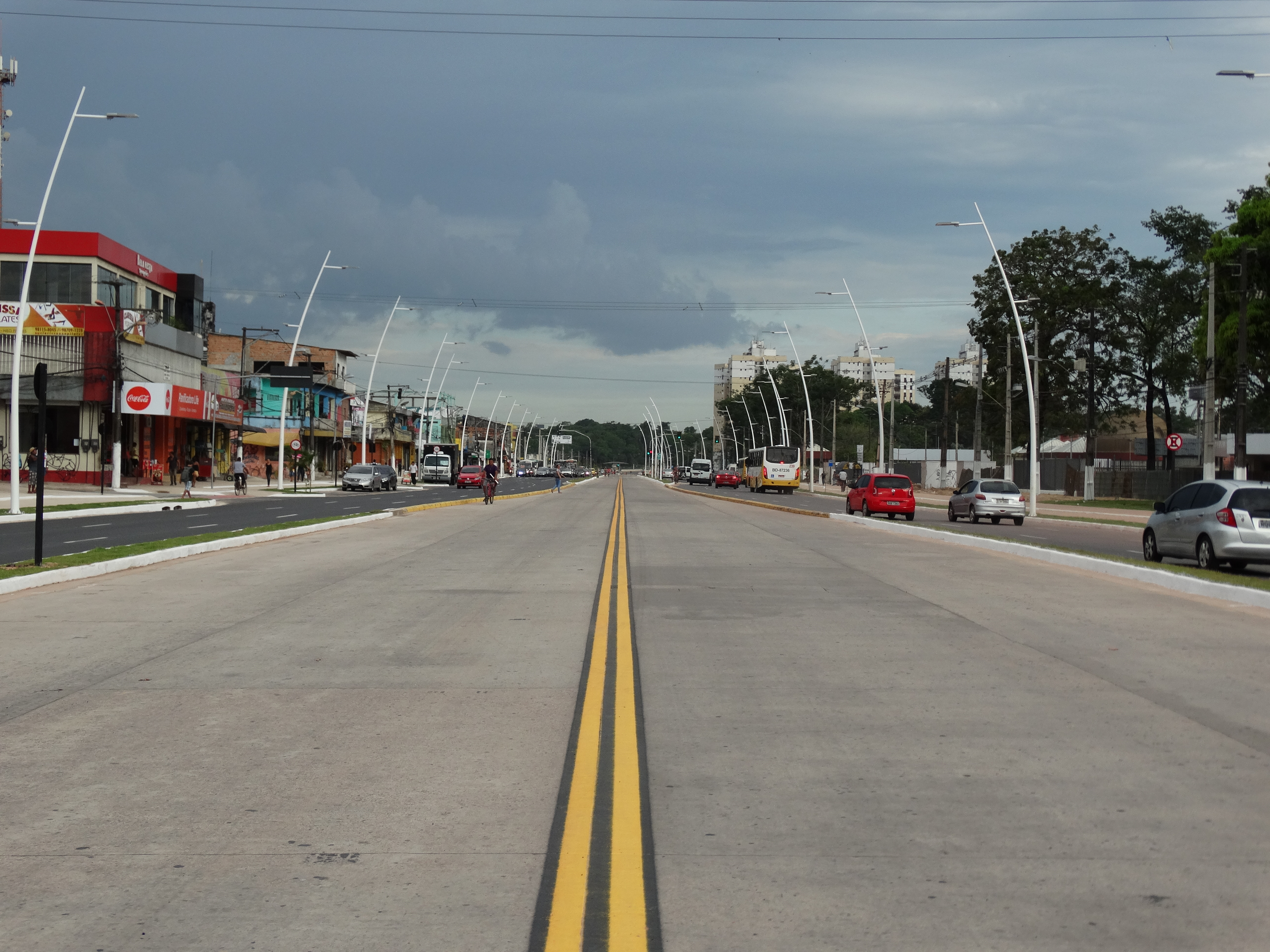
Canaleta do BRT na Av. Augusto Montenegro

## Recursos

### Pacto da Mobilidade Urbana
A ex presidente Dilma Rousseff anunciou no dia 20 de Março de 2014 investimento de R$ 315,5 milhões do Pacto da Mobilidade Urbana para obras em Belém. Deste total, R$ 159,4 milhões são do Orçamento Geral da União (OGU) e R$ 156,1 milhões de financiamento público com juros subsidiados. Os recursos estão destinados à prefeitura de Belém para a realização das obras do BRT Belém, implantação e requalificação de terminais rodofluviais e elaboração de projetos. Occhi anunciou que mais recursos serão destinados à construção de 20 km de BRT com 27 estações e ampliação do transporte rodofluvial e a capital Belém passará a ter também 10 terminais rodofluviais em sua região insular.

### Parceria com a Agência de Cooperação Internacional do Japão (Jica)
Após reunião realizada no dia 19 de Janeiro de 2022, o Governo do Estado do Pará, em parceria com a Agência de Cooperação Internacional do Japão (Jica), garantiu recursos para a conclusão das obras de requalificação da BR-316 e operação do sistema BRT Metropolitano. 78% dos recursos serão financiados pela agência enquanto 22% dos recursos viriam do Estado.

### COP-30: Parceria da Prefeitura de Belém, Governo do Estado do Pará e SETRANSBEL
Em 18 de Maio de 2023, Belém é escolhida como sede da 30ª Conferência da ONU sobre Mudanças Climáticas, a COP-30, em Novembro de 2025. Após a visita na capital paraense, o chefe do braço climático da ONU, Simon Stiell, acredita que Belém precisa superar grandes desafios de infraestrutura para realizar o evento de grande porte, dentre elas, a rede hoteleira enxuta e a dificuldade de deslocamento pela cidade.
Com isso, é firmada uma parceria da Prefeitura de Belém, Governo do Estado do Pará e SETRANSBEL para a renovação total da frota de ônibus da capital e região metropolitana (Ananindeua e Marituba). Os novos ônibus são modelos Euro 6, com menor emissão de poluentes, equipados com wi-fi e ar-condicionado, com a aquisição garantida de 300 ônibus até Janeiro de 2024, além de 130 novos ônibus que integrarão a linha normal e o BRT municipal com o financiamento do Banco Nacional de Desenvolvimento Econômico e Social (BNDES).

### COP-30 e Recursos Federais
Com o fim de apresentar a capital Belém como uma cidade mais sustentável para a COP-30, o Governo Federal libera R$368,7 milhões para a compra de mais 265 ônibus com ar-condicionado, sendo 40 elétricos e 50 movidos à gás natural. Os veículos são destinados ao BRT Metropolitano.